# 1070
1070. је била проста година.

## Догађаји
- Дански краљ Свен II придружује се енглеским побуњеницима, предвођеним Херевардом, и заузима острво Или у Источној Англији.
- Енглески краљ Вилијам I Освајач гуши побуне на северу Енглеске, након инвазије Свена II. Широко распрострањена глад прати разарања која су настала.
- Данска потписује споразум са Енглеском; Свен II и његове снаге напуштају земљу.
- Одбијена инвазија шкотског краља Малколма III на Енглеску.
- Јевреји из Руана у Нормандији се насељавају у Енглеској, на позив краља Вилијама I.
- Улав III од Норвешке је основао Берген; то ће бити главни град Норвешке, све док га не замени Осло 1314. године.
- Кнез Изјаслав I Јарославович је 1069-1071. године водио неуспели рат за Полоцку кнежевину, у којем је погинуо његов најстарији син, кнез Мстислав Изјаславич.

## Смрти
- Балдуин VI Фландријски

- Јеремија Печерски